# Niki Aebersold
Nikki Aebersold (Freimettigen, 5 luglio 1972) è un ex ciclista su strada svizzero.
Professionista dal 1996 al 2005, ottenne quattro vittorie di tappa al Tour de Suisse e un titolo nazionale in linea, e partecipò a sette edizioni dei campionati del mondo.

## Palmarès
- 1996 (PMU Romand, una vittoria)

6ª tappa Regio-Tour
- 1997 (Post Swiss Team, nove vittorie)

1ª tappa Grand Prix Tell
Stausee Rundfahrt
10ª tappa Tour de Suisse
1ª tappa Ostschweizer Rundfahrt
2ª tappa Ostschweizer Rundfahrt
3ª tappa Ostschweizer Rundfahrt
4ª tappa Ostschweizer Rundfahrt
5ª tappa Ostschweizer Rundfahrt
Classifica generale Ostschweizer Rundfahrt
- 1998 (Post Swiss Team, sei vittorie)

Milano-Torino
Campionati svizzeri, Prova in linea
2ª tappa Österreich-Rundfahrt
7ª tappa Tour de Suisse
9ª tappa Tour de Suisse
Wien-Rabenstein-Gresten-Wien
- 2004 (Phonak, una vittoria)

6ª tappa Tour de Suisse

## Piazzamenti

### Grandi Giri
- Giro d'Italia

2000: 68º
2004: 41º
- Vuelta a España

1998: 27º
1999: 20º
2001: 90º
2003: 144º

### Classiche monumento
- Milano-Sanremo

2001: 97º
2002: 65º
2003: ritirato
2004: 170º
- Liegi-Bastogne-Liegi

1999: 6º
2000: 22º
2001: 58º
2002: ritirato
2003: ritirato
2004: ritirato
- Giro di Lombardia

1998: 24º
2001: 25º
2002: ritirato
2003: ritirato

### Competizioni mondiali
- Campionato del mondo

San Sebastián 1997 - In linea Elite: ritirato
Valkenburg 1998 - In linea Elite: 5º
Verona 1999 - In linea Elite: 22º
Plouay 2000 - In linea Elite: 6º
Lisbona 2001 - In linea Elite: 20º
Zolder 2002 - In linea Elite: 102º
Hamilton 2003 - In linea Elite: 80º